# Sexy, Sexy Lover
"Sexy, Sexy Lover" là đĩa đơn thứ hai từ album thứ tám Alone của Modern Talking.

## Danh sách track
CD-maxi
1. "Sexy Sexy Lover" (Rap Version) – 3:10
2. "Sexy Sexy Lover" (Vocal Version) – 3:33
3. "Sexy Sexy Lover" (Extended Rap Version) – 4:59
4. "Just Close Your Eyes" – 4:17

Đĩa đơn CD
1. "Sexy Sexy Lover" (Rap Version) – 3:10
2. "Sexy Sexy Lover" (Vocal Version) – 3:33

## Xếp hạng
| Xếp hạng (1999)                    | Vị trí cao nhất |
| ---------------------------------- | --------------- |
| Áo (Ö3 Austria Top 40)             | 27              |
| Phần Lan (Suomen virallinen lista) | 9               |
| Đức (GfK)                          | 15              |
| Tây Ban Nha(AFYVE)                 | 19              |
| Thụy Điển (Sverigetopplistan)      | 25              |
| Thụy Sĩ (Schweizer Hitparade)      | 35              |